# Vịt đầu đỏ Bắc Mỹ
Vịt trời đầu đỏ hay Vịt trời Mỹ (danh pháp khoa học: Aythya americana) là một loài chim trong họ Vịt. Vịt trời đầu đỏ sinh sống tại các khu vực đầm lầy và đồng cỏ ở Bắc Mỹ. Vịt trống trưởng thành có mỏ màu xanh, biển, cái đầu và cổ màu đỏ, ngực màu đen, mắt vàng. Vịt mái trưởng thành có cơ thể và đầu màu nâu và mỏ xanh biển tối hơi xanh với đầu màu đen.
Chúng trú đông đông trong Nam và phía đông bắc Hoa Kỳ, khu vực Ngũ Đại Hồ, phía bắc México và Caribbean.
Hiện tại số lượng trong tự nhiên của loài chim này đã suy giảm nghiêm trọng do bị mất môi trường sinh sống và làm tổ. Những con chim mái của loài này thường đẻ trứng vào trong tổ của những loài chim khác. Chúng thay đổi bạn tình hàng năm và thường bắt đầu ghép đôi vào cuối mùa đông. Trong mùa sinh sản, những con chim trống thường thay lông, bộ lông cũ rụng sạch khiến chúng không bay được trong vòng một tháng. Chúng cũng là một loài chim di cư.